# Іргізлинська сільська рада
Іргізли́нська сільська рада (рос. Иргизлинский сельский совет, башк. Ырғыҙлы ауыл советы) — муніципальне утворення у складі Бурзянського району Башкортостану, Росія. Адміністративний центр — присілок Іргізли.

## Населення
Населення — 755 осіб (2019, 794 в 2010, 833 в 2002).

## Склад
До складу поселення входять такі населені пункти:
| Населений пункт     | Населення, осіб (2002) | Населення, осіб (2010) |
| ------------------- | ---------------------- | ---------------------- |
| Іргізли, присілок   | 403                    | 366                    |
| Кутаново, присілок  | 311                    | 317                    |
| Максютово, присілок | 119                    | 111                    |